# Жук Валерій Миколайович
Вале́рій Микола́йович Жу́к (нар. 13 травня 1962) — український економіст, доктор економічних наук, професор, академік Національної академії аграрних наук України, віце-президент Національної академії аграрних наук України (2014—2017), голова Ради Федерації аудиторів, бухгалтерів і фінансистів АПК України, головний редактор науково-виробничого журналу "Облік і фінанси".

## Життєпис
Народився 13 травня 1962 року в місті Калуш Івано-Франківської області. Після закінчення у 1983 році Української сільськогосподарської академії (м. Київ) працював заступником головного бухгалтера, головним бухгалтером, начальником планово-облікового відділу у колгоспах Хмельницької області.
Починаючи з 1992 року — науковий співробітник, а з 1993 року — старший науковий співробітник відділу фінансів і обліку Інституту аграрної економіки.
У 1997—2000 роках — завідувач відділу обліку та аудиту, у 2000—2001 роках — заступник завідувача відділу, завідувач відділу інформатики Інституту аграрної економіки НААНУ.
З 2001 по 2010 роки очолював відділ методології обліку та аудиту ННЦ «Інститут аграрної економіки».
У 2011 році обраний академіком-секретарем відділення аграрної економіки і продовольства Національної академії аграрних наук України.
З 2014 по 2017 роки — віце-президент Національної академії аграрних наук України.
У 2016 році обраний академіком Національної академії аграрних наук України.
З 2017 року — головний науковий співробітник відділу обліку та оподаткування Національного наукового центру «Інститут аграрної економіки».

## Наукова діяльність
У 1992 році захистив кандидатську дисертацію на тему: «Організація обліку при орендних і кооперативних відношеннях у аграрному секторі АПК» в Українському науково-дослідного інституті економіки і організації сільського господарства ім. О. Г. Шліхтера.
У 2010 році захистив докторську дисертацію на тему «Розвиток бухгалтерського обліку в аграрному секторі економіки: теорія, методологія, практика». Того ж року обраний членом-кореспондентом НААН (відділення аграрної економіки і продовольства).
В. М. Жук розробив Концепцію розвитку бухгалтерського обліку в аграрному секторі економіки, селозберігаючу модель аграрного устрою України, селоцентричну парадигму оподаткування підприємництва, а також є фундатором вітчизняних досліджень з питань інституціональної теорії бухгалтерського обліку. Зокрема, вченим запропоновано визначення понять «інституціональна теорія бухгалтерського обліку», «інститут бухгалтерського обліку», «бухгалтерський імперіалізм», «бухгалтерський інжиніринг».
В 2017 році широкий розголос серед наукової спільноти отримала наукова доповідь В. М. Жука «Обіг земель сільськогосподарського призначення за селозберігаючою моделлю аграрного устрою України».
В. М. Жук є автором понад 300 наукових праць, в тому числі трьох одноосібних монографій.
Під керівництвом В. М. Жука підготовлено 18 кандидатів та 9 докторів економічних наук.
Індекс Хірша (h-index) за даними Google Scholar - 30, за базою Scоpus - 4, за базою Web of Science - 4.

## Нагороди і почесні звання
- Заслужений діяч науки і техніки України (18.05.2012)[8].
- Лауреат Всеросійського конкурсу на найкращу наукову книгу 2013 року[9].
- Рішенням Президії НАН України присуджено премію імені М. І. Туган-Барановського за співавторство у монографії «Інформація в антикризовому управлінні: глобальний аспект стандартизації обліку та фінансової звітності» (2015)[10]
- Нагороджено орденом «За заслуги» ІІІ ступеня (18.11.2017)[11]

Також відзначений знаком Пошани Міністерства аграрної політики України, грамотами та подяками Кабінету Міністрів України, Мінфіну, Мінагрополітики України, Держкомстату, НААН, Спілки аудиторів України, Українського товариства оцінювачів, Спілки юристів України.